# Kepler-29 b
Kepler-29 b (KOI 738.01, KOI-738 b, KIC 10358759 b, 2MASS J19532359+4729284 b) — первая из двух экзопланет у звезды Kepler-29 в созвездии Лебедя.
Планета Kepler-29 b намного массивнее и крупнее Земли и, относится к классу тёплых газовых гигантов, похожих на Юпитер. Однако из-за близкого расположения их орбит к родительской звезде эффективная температура планет очень высока, поэтому их принято включать в класс горячих юпитеров. Близкое расположение к звезде означает возможное испарение атмосферы в открытый космос.
Kepler-29 b имеет массу и радиус около 40 % и 32 % юпитерианских соответственно. Она обращается по круговой орбите на расстоянии 0,09 а. е. от родительской звезды. Полный оборот она совершает за 10 с лишним суток.

## Родная звезда
Kepler-29 — звезда, которая находится в созвездии Лебедь на расстоянии около 4566 световых лет от нас. Вокруг звезды обращаются, как минимум, две планеты.
Kepler-29 представляет собой звезду 15,2 видимой звёздной величины, по размерам и массе схожа нашему Солнцу. Масса звезды равна солнечной, а радиус — 0,96 %.

## Статьи
- Daniel C. Fabrycky et all. Transit Timing Observations from Kepler: IV. Confirmation of 4 Multiple Planet Systems by Simple Physical Models (англ.). — 2012. — arXiv:1201.5415v2.
- Jason H. Steffen et all. Transit Timing Observations from Kepler: III. Confirmation of 4 Multiple Planet Systems by a Fourier-Domain Study of Anti-correlated Transit Timing Variations (англ.). — 2012. — arXiv:1201.5412v1.
- William D. Cochran et all. Kepler 18-b, c, and d: A System Of Three Planets Confirmed by Transit Timing Variations, Lightcurve Validation, Spitzer Photometry and Radial Velocity Measurements (англ.). — 2011. — arXiv:1110.0820v1.
- William J. Borucki. Characteristics of planetary candidates observed by Kepler, II: Analysis of the first four months of data (англ.). — 2011. — arXiv:1102.0541v2.
- Stephen R. Kane, Dawn M. Gelino. Decoupling Phase Variations in Multi-Planet Systems (англ.) // The Astrophysical Journal. — IOP Publishing, 2012. — arXiv:1211.6747v1.
- Montet B., Johnson J. DModel-Independent Stellar and Planetary Masses from Multi-Transiting Exoplanetary Systems (недоступная ссылка — история) (англ.). — 2012. — arXiv:1211.4028v1.

## Каталоги
- Kepler-29 b (англ.). exoplanets.org. Архивировано 12 июля 2013 года.
- Kepler-29 b (англ.). Open Exoplanet Catalogue. Архивировано из оригинала 12 июля 2013 года.
- Kepler-29 b (англ.). Ames Research Center. Архивировано 12 июля 2013 года.
- Kepler-29 b (англ.). NASA Exoplanet Archive. Архивировано 12 июля 2013 года.
- Kepler-29 b (англ.). SIMBAD. Архивировано 12 июля 2013 года.